# Rod Thorn
Rodney King "Rod" Thorn (ur. 23 maja 1941 w Princeton) – amerykański koszykarz, występujący na pozycjach rozgrywającego oraz rzucającego obrońcy, trener koszykarski, menedżer sportowy.
W latach 1978–1985 pracował jako generalny menedżer w klubie Chicago Bulls, sezonach 2000/01, 2003/04, 2007/08 i 2009/10  New Jersey Nets, w latach 2010–12 Philadelphia 76ers. Od 2000 do 2010 roku pełnił funkcję prezydenta zespołu New Jersey Nets, a w latach 2010–2013 Philadelphia 76ers.
Pełniąc powyższe funkcje przyczynił się swoimi decyzjami między innymi do wyboru w drafcie Michaela Jordana przez Chicago Bulls oraz do dwukrotnego awansu do finałów NBA klubu New Jersey Nets (2002, 2003).

## Osiągnięcia
NCAA
- Uczestnik rozgrywek:
  - Sweet 16 turnieju NCAA (1963)
  - turnieju NCAA (1962, 1963)
- Mistrz:
  - turnieju konferencji Southern (SoCon – 1962, 1963)
  - sezonu regularnego SoCon (1962, 1963)
- Zawodnik roku konferencji SoCon (1962)[3]
- 2-krotnie zaliczony do II składu All-American (1962, 1963)[4]

NBA
- Wybrany do I składu debiutantów NBA (1964)[5]

Inne
- Wybrany do Koszykarskiej Galerii Sław im. Jamesa Naismitha (2018)[6]

Trenerskie
- Mistrz ABA jako asystent trenera (1974)

Menedżerskie
- Menedżer Roku NBA (2002)[1]